# Tätpunkt
Tätpunkt är ett begrepp inom måtteori. Tätpunkter är punkter som har mycket "massa" i sin omgivning.

## Formell definition
Låt {\displaystyle (X,{\mathcal {F}},\mu ,d)} vara ett metriskt måttrum så att måttet {\displaystyle \mu \,} är Borel. För {\displaystyle A\in {\mathcal {F}}} och {\displaystyle x\in X} beteckna A:s yttre täthet i x som
{\displaystyle {\overline {\Theta }}_{\mu }(A,x):=\limsup _{r\downarrow 0}{\frac {\mu (A\cap B_{r}(x))}{\mu (B_{r}(x))}},}
och A:s inre täthet i x som
{\displaystyle {\underline {\Theta }}_{\mu }(A,x):=\liminf _{r\downarrow 0}{\frac {\mu (A\cap B_{r}(x))}{\mu (B_{r}(x))}}.}
där {\displaystyle B_{r}(x)\,} är en boll med avseende på metriken {\displaystyle d\,}.
Mängden A har en täthet i x om
{\displaystyle \Theta _{\mu }(A,x):={\underline {\Theta }}_{\mu }(A,x)={\overline {\Theta }}_{\mu }(A,x).\,}
En punkt {\displaystyle x\in X} är en tätpunkt om
{\displaystyle \exists \Theta _{\mu }(A,x)=1.}
Motivationen för talet 1 ovan är att till exempel med Lebesguemåttet är tätheten
{\displaystyle 0\leq \Theta _{{\mathcal {L}}_{n}}(A,z)\leq 1,}
för alla {\displaystyle z\in \mathbb {R} ^{n}}.

## Tillämpningar
- En måtteoretisk rand är definierad med hjälp av tätpunkter.

- Lebesgues tätpunktsats säger att nästan alla punkter i en Lebesguemätbar mängd är tätpunkter.

## s-dimensionella tätpunkter
Om {\displaystyle (X,d)\,} är ett separabelt metriskt rum och {\displaystyle s\geq 0} är för {\displaystyle A\in {\mbox{Bor}}\,X} och {\displaystyle x\in X} A:s s-dimensionella yttre täthet i x
{\displaystyle {\overline {\Theta }}^{s}(A,x):=\limsup _{r\downarrow 0}{\frac {{\mathcal {H}}^{s}(A\cap B_{r}(x))}{r^{s}}},}
och A:s inre täthet i x
{\displaystyle {\underline {\Theta }}^{s}(A,x):=\liminf _{r\downarrow 0}{\frac {{\mathcal {H}}^{s}(A\cap B_{r}(x))}{r^{s}}},}
där {\displaystyle {\mathcal {H}}^{s}} är s-dimensionellt Hausdorffmåttet.
Mängden A har en s-dimensionell täthet i x om
{\displaystyle \Theta ^{s}(A,x):={\underline {\Theta }}^{s}(A,x)={\overline {\Theta }}^{s}(A,x).\,}
En punkt {\displaystyle x\in X} är en s-dimensionell tätpunkt för A om
{\displaystyle \exists \Theta ^{s}(A,x)=1.}
Om {\displaystyle X=\mathbb {R} ^{n}} och {\displaystyle s=n\,} är
{\displaystyle \Theta ^{n}=\Theta _{{\mathcal {H}}^{n}}.}
Å andra sidan när {\displaystyle s\neq n\,} finns det många Borelmängder A och punkter x när
{\displaystyle \Theta ^{s}(A,x)\neq \Theta _{{\mathcal {H}}^{s}}(A,x),}
eftersom
{\displaystyle {\mathcal {H}}^{s}(B_{r}(x))={\begin{cases}+\infty &{\mbox{om }}s<n\\0&{\mbox{om }}s>n\end{cases}},}
d.v.s. Hausdorffdimensionen för {\displaystyle B_{r}(x)\,} är n.
s-dimensionella tätpunkter har tillämpningar i geometrisk måtteori.